# Padaran
Padaran is een bestuurslaag in het regentschap Rembang van de provincie Midden-Java, Indonesië. Padaran telt 2181 inwoners (volkstelling 2010).